# Eximén de Artieda
Eximén de Artieda fou un militar aragonès del segle xiii. Eximén de Artieda va atacar, el 1263, el castell de Navardún, i posteriorment va defensar el castell d'Ull, a l'actual municipi de Navardún, durant el seu setge l'any 1283 a Croada contra la Corona d'Aragó on fou capturat per l'exèrcit invasor d'Eustaqui de Beaumarchais, que el va dur pres a Tolosa, d'on va escapar. Juntament amb Bertran de Canyelles, fou un dels dos ambaixadors de la Corona d'Aragó a Carles I d'Anjou en les preparacions del Desafiament de Bordeus.